# Sõmeru (obec)
Obec Sõmeru (estonsky Sõmeru vald) je bývalá samosprávná jednotka estonského kraje Lääne-Virumaa. V roce 2017 byla sloučena do obce Rakvere.

## Osídlení
Na území zrušené obce žijí téměř čtyři tisíce obyvatel ve třech městečkách (Sõmeru, Näpi a Uhtna) a 28 vesnicích (Aluvere, Andja, Aresi, Jäätma, Kaarli, Katela, Katku, Kohala, Kohala-Eesküla, Koovälja, Muru, Nurme, Papiaru, Rahkla, Raudlepa, Raudvere, Roodevälja, Rägavere, Sooaluse, Sämi, Sämi-Tagaküla, Toomla, Ubja, Ussimäe, Vaeküla, Varudi-Altküla, Varudi-Vanaküla a Võhma). Správním střediskem obce je městečko Sõmeru, podle něhož je obec pojmenována.